# Турсина, Татьяна Владимировна
Татьяна Владимировна Турсина (7 апреля 1932 года) — советский и российский учёный почвовед-географ и микроморфолог, ведущий специалист в области почвенной микроморфологии, кандидат биологических наук, доктор сельскохозяйственных наук, профессор. Почётный член Докучаевского общества почвоведов РАН. 

## Биография
Родилась 7 апреля 1932 года в Москве в семье учёного-фармаколога В. М. Турсина.
С 1949 по 1954 год обучалась на кафедре почвоведения биолого-почвенного факультета Московского государственного университета, которую окончила с отличием. С 1954 по 1955 год на исследовательской работе в Алтайской экспедиции СОПС АН СССР. С 1955 по 1959 год обучалась в очной аспирантуре Почвенного института имени В. В. Докучаева АН СССР под руководством профессора А. Н. Розанова.
С 1959 года на научно-исследовательской работе в Почвенном институте имени В. В. Докучаева АН СССР — РАН в качестве младшего научного сотрудника, с 1975 года — старший научный сотрудник, с 1989 года — ведущий научный сотрудник. С 1975 года Турсина являлась организатором и первым руководителем микроморфологической лаборатории и являлась членом международной рабочей группы по микроморфологии. В 1976 году в течение трёх месяцев находилась на научной стажировке в Вагенингене в Нидерландах в Вагенингенском университете, где изучала вопросы микроморфологии.
Турсина являлась активным участником полевых исследований по изучению осолоделых, засоленных и слитых почв Прикаспия и Заволжья, почв Центральной Якутии, изучением генезиса и осолоделых почв и способов мелиорации солонцов Алтайского края, занималась изучением почв районов нового орошения в Узбекистане и Туркмении. В 1972 году совместно с М. И. Герасимовой и А. И. Ромашкевич занималась разработкой методики микроморфологического описания почв, что стало стимулом для развития отечественной школы микроморфологии.
С 1988 года помимо научной занималась и педагогической работой в МСХА имени К. А. Тимирязева, Тбилисском и Одесском университетах, где читала курс лекции по вопросам микроморфологии.

### Научно-педагогическая деятельность и вклад в науку
Основная научно-педагогическая деятельность Турсиной была связана с вопросами в области  почвоведения, географии и микроморфологии. Турсина занималась исследованиями в области изучения засоленных почв и почв солонцово-осолоделого ряда, изучением микроморфологии антропогенных и естественных почв центральной России, Армении, Украины, Грузии, Лаоса, Венгрии и Польши. Турсина являлась основателем нового научного направления в почвоведении агроминералогии почв. 
С 1992 года — почётный член Докучаевского общества почвоведов РАН.
В 1967 году защитила диссертацию на соискание учёной степени кандидат биологических наук по теме: «Осолоделые почвы Алтайского края и современные процессы их образования», в 1988 году доктор сельскохозяйственных наук по теме: «Микроморфология естественных и антропогенных почв». В 2002 году ей присвоено учёное звание профессор. Турсиной было написано более трёхсот научных трудов, в том числе монографий, а также научных статей и публикаций, опубликованных в ведущих научных журналах, в том числе в журнале РАН — «Почвоведение» и являлась соавтором первого международного руководства по микроморфологии «Handbook for soil thin section description» (1985). 

## Основные труды
- Осолоделые почвы Алтайского края и современные процессы их образования. - Москва, 1971. — 207 с.
- Микроморфологические методы изучения почв : Материалы конф., посвящ. 85-летию со дня рождения М. Н. Сабашвили, 24-25 окт. 1985 г. / Ред. В. В. Лежава, Т. В. Турсина]. - Тбилиси : Изд-во Тбил. ун-та, 1986. — 29 с.
- Микроморфология естественных и антропогенных почв / ВАСХНИЛ. Почв. ин-т им. В. В. Докучаева. - Москва, 1988. — 438 с[5]